# François Barrême
Pour les articles homonymes, voir Barrême (homonymie).
François ou François-Bertrand Barrême, né à Tarascon le 7 juillet 1638 et mort à Paris en 1703, est un mathématicien français, considéré comme l'un des fondateurs de la comptabilité.

## Biographie
Fils d’un juge de Tarascon, après avoir été professeur de mathématiques (notamment au collège de Pézenas dans l'Hérault) et s’être livré au négoce en Italie, François Barrême s'est installé à Paris vers 1640, où il a ouvert, au coin de la rue Quincampoix une sorte d’académie du commerce. Dans cette académie, il donnait toutes sortes de consultations et des leçons de tenue de comptes. Remarqué pour ses aptitudes de comptable, il fut présenté à Savary et à Colbert, dont il devint le protégé. Il devint seul expert pour tous les comptes et calculs de la Chambre des comptes de Paris et devint aussi arithméticien ordinaire du Roi.
Il est l’auteur d’ouvrages de tables mathématiques pratiques, destinées à éviter des calculs fastidieux dans le domaine de l’argent. Son petit-fils Jean-Nicolas, qui fut premier commis de Law, perfectionna le système de comptabilité mis au point par son grand-père.
Son Livre nécessaire, très souvent réédité et connu plus tard sous le nom de Barême universel, qui constitue l’un des ouvrages fondateurs de la comptabilité, a donné le mot français « barème ».

## Hommage
En hommage à son passage à Pézenas, une rue de la ville porte son nom.
De plus, une rue du sixième arrondissement de Lyon porte également son nom.